# Armored Car Robbery
Pour plus de détails, voir Fiche technique et Distribution.
Armored Car Robbery est un film américain réalisé par Richard Fleischer et sorti en 1950.

## Synopsis
Los Angeles. Un dangereux criminel, Dave Purvis, est le cerveau de nombreux cambriolages. Toujours discret, la police ne connait pas son existence. Il organise le braquage d'un fourgon blindé  à l'occasion d'un match de baseball. La police intervient plus rapidement que prévu, des coups de feu sont échangés, blessant l'un des voleurs et tuant l'un des policiers. Ce meurtre lance l'inspecteur Cordell sur la piste de la bande.

## Fiche technique
- Titre : Armored Car Robbery
- Réalisation : Richard Fleischer
- Production: Herman Schlom
- Scénario : Earl Felton, Gerald Drayson Adams, d'après une histoire de Robert Leeds et Robert Angus
- Chef opérateur : Guy Roe
- Musique : Paul Sawtell
- Montage : Desmond Marquette
- Direction artistique : Ralph Berger, Albert S. D'Agostino
- Décors : James Altwies, Darrell Silvera
- Son: Clem Portamn, Francis M. Sarver
- Producteur : Herman Schlom
- Production : RKO Pictures
- Pays de production :  États-Unis
- Durée : 67 minutes
- Date de sortie :
  - États-Unis : 8 juin 1950

## Distribution
- Charles McGraw : Lieutenant Jim Cordell
- Adele Jergens : Yvonne LeDoux / Mrs Benny McBride
- William Talman : Dave Purvis / Martin Bell
- Douglas Fowley : Benjamin 'Benny' McBride
- Steve Brodie : Al Mapes
- Don McGuire : Danny Ryan
- Don Haggerty : Détective Cuyler
- James Flavin : Lieutenant Phillips
- Gene Evans : William 'Ace' Foster
- Anne O'Neal : Mme Page